# David Lipach
David Lipach (auch: David Lippach, Lipachius; * 8. August 1580 in Bibra; † 18. Dezember 1653 in Neustadt an der Orla) war ein deutscher evangelischer Theologe.

## Leben
Lipach ist zuerst 1610 als deutsch-lutherischer Prediger in der Altstadt von Prag nachweisbar, wo er dreizehn Jahre lang wirkte. Es ist möglicherweise auch sein Studienort gewesen. Ab 1619 war er dort in der Kirche St. Salvator Archidiakon. Als solcher stand er Jan Jessenius, Georg Haunschild und Leander Rüppel in ihren letzten Stunden bei, die 1621 eingekerkert und durch das Prager Blutgericht nach der Niederschlagung des böhmischen Ständeaufstandes von 1618 am 21. Juni 1621 hingerichtet wurden. 1622 wurde er mit drei weiteren beurlaubt und aus Böhmen vertrieben. Er war ab 1622 evangelischer Feld- und Hofprediger in Weimar. Am 16. Mai 1623 immatrikuliert er sich als Magister an der Universität Wittenberg. Ab 1627 wurde er würcklicher Hoffprediger. Im Wintersemester 1631 immatrikuliert er sich an der Universität Leipzig. 1636 erhielt er seine Demission von Wilhelm (Sachsen-Weimar).
Lipach hielt 1628 eine Leichenpredigt auf dem im Dreißigjährigen Krieg erschossenen Hans Melchior Marschall, die bei Tobias Steinmann im Druck erschien. Dessen Grabplatte fand man bei 2007 bei Renovierungsarbeiten in der Jakobskirche (Weimar). 1640 ging er nach Neustadt in Sachsen Weimar, von wo er 1646 bei der Einweihung der Schlosskirche Friedenstein bei Gotha nachweisbar ist.
Lipach war mit Katharina Haberstroh (* 27. November 1583 in Walda; † 15. Juni 1637 in Weimar) verheiratet. Aus jener Ehe stammt der Sohn David Lippach (* 24. Dezember 1620 in Breslau, 8. August 1643 Mag. phil Universität Jena, 7. März 1656 Diakon in Jena, ab 1678 Archidiakon in Weimar zur Zeit von Herzog Johann Ernst I. (Sachsen-Weimar) bzw. Johann Ernst II. (Sachsen-Weimar). ; † 7. September 1701 Jena). Weiterhin ist eine Tochter, Anna Catharina Lippach, in Weimar verheiratet mit dem Obersteuereinnehmer Heinrich Fischer (1611–1665) und Mutter der Alchemistin Dorothea Juliana Wallich bekannt.